# 청안초등학교
청안초등학교는 대한민국 충청북도 괴산군 청안면 읍내리에 있는 공립 초등학교이다.

## 학교 연혁
- 1908년 2월 10일: 사립 천명학교 설립
- 1908년 9월 2일: 사립 중명학교로 교명 변경
- 1911년 11월 3일: 청안공립보통학교(4년제) 개편
- 1923년 5월 2일: 6년제 인가
- 1938년 4월 1일: 청안공립심상소학교로 개칭
- 1941년 4월 1일: 청안공립국민학교로 개칭
- 1948년 4월 1일: 청안국민학교로 개칭
- 1983년 3월 10일: 병설유치원 개원
- 1996년 3월 1일: 청안초등학교로 개칭

## 참고 자료
- 청안초등학교 - 한국교육학술정보원 학교알리미